# Tragopogon floccosus
Tragopogon floccosus — вид квіткових рослин з підродини цикорієвих (Cichorioideae).

## Біоморфологічна характеристика
Це від дворічної до багаторічної рослини. Стебла прямовисні, 20–50 см заввишки, розгалужені. Плід — довгасто-циліндрична сім'янка 15–25 × 1–1.2 мм, з 5 повздовжніми ребрами, дзьоб короткий (2–4 мм); поверхня неблискуча, блідо-бура. 2n=12.

## Поширення
Словаччина, Угорщина, Сербія та Косово, Румунія, Болгарія, Україна.
Населяють піщані пагорби й соснові відкриті ліси.